# Акранес
А̀кранес (на исландски Akranes) е град в Исландия.

## География
Акранес е пристанищен град в Западна Исландия. Разположен е в залива Фахсафлоуи. На 20 км в южна посока по вода се намира столицата Рейкявик. По обиколния маршрут по шосе разстоянието е около 100 км. Тази причина налага и построяването на подводен тунел между двата града. Жителите му наброяват 7411 души към 2019 г. Намира се на координати 64.32° N, 22.07° W и заема площ от 9 квадратни километра. Към 1 декември 2005 г. градът е осмият по големина в страната.

## История
За първи път на мястото на съвременния град Акранес се заселват ирландски преселници през 880 г. Появява се през 19 век като малко рибарско село. През 1942 г. става град и населението му бързо нараства. Истинският демографски подем за Акранес започва през 50-те години на 20 век, когато в града е построен циментов завод, който е и единствен по рода си в скандинавската държава. От 1998 г. градът е свързан чрез тунел със столицата Рейкявик.

## Икономика
Освен с традиционния риболов градът е прочут и с производството на качествен цимент.

## Спорт
Представителният футболен отбор на града се казва ИА Акранес и е ставал няколко пъти шампион на страната. Има много участия в квалификациите за купата на УЕФА.

## Личности
Родени
- Артнар Гунльойсон (р. 1973), исландски футболист
- Бярки Гунльойсон (р. 1973), исландски футболист
- Гардар Гунльойсон (р. 1978), исландски футболист
- Йоун Оускар (1921 – 1998), исландски поет и писател
- Артноур Смаурасон (р. 1988), исландски футболист

## Растеж на населението
| Дата             | Жители |
| ---------------- | ------ |
| 1 декември 1981: | 5267   |
| 1 декември 1997: | 5127   |
| 1 декември 2003: | 5582   |
| 1 декември 2004: | 5655   |
| 1 декември 2005: | 5782   |